# Incident v Tonkinském zálivu
Incident v Tonkinském zálivu nebo zjednodušeně Tonkinský incident je název pro dvě vojenská střetnutí (jedno z nich nebylo potvrzené) mezi Spojenými státy a Vietnamskou demokratickou republikou (Severní Vietnam) ve vodách Tonkinského zálivu. 2. srpna 1964 americký torpédoborec USS Maddox (DD-731) plul na výzvědné misi poblíž Severního Vietnamu.  Tři torpédové čluny Severního Vietnamu (zřejmě pod dojmem, že lodě USA provádí nájezdy na Severovietnamské pobřeží) spustily na torpédoborec útok, od kterého je neodradila ani varovná střelba. Torpédoborec si přivolal leteckou pomoc, útok opětoval, přičemž jeden člun byl potopen a jeden těžce poškozen. Z čtyř nasazených letounů F-8 Crusader amerického námořnictva z letadlové lodi Ticonderoga, přičemž jeden z nich byl lehce poškozen. Při incidentu zemřeli 4 severovietnamští námořníci a 6 jich bylo zraněno. Na americké straně nebyly žádné ztráty.
Druhý střet se měl odehrát o dva dny později 4. srpna, kdy měly údajně severovietnamské lodi bez příčiny zaútočit na americká plavidla v mezinárodních vodách Tonkinského zálivu. Až v roce 2005, kdy došlo k odtajnění materiálů Národního bezpečnostního úřadu, vyšlo najevo, že druhý střet se velmi pravděpodobně vůbec neodehrál a severovietnamské námořnictvo 4. srpna na americké lodě nezaútočilo. Ve zprávě je doslova uvedeno:

Není to tak, že by se tu noc odehrál jiný příběh; v tu noc neproběhl žádný útok. … Po pravdě, hanojské námořnictvo tu noc nepodniklo nic, ale zabývalo se záchranou dvou člunů poškozených 2. srpna.

Prezident Lyndon Johnson údajně v roce 1965 v soukromí přiznal pochybení, že „pokud ví, tak námořnictvo střílelo na velryby“. Zatímco první incident americký prezident Lyndon B. Johnson odsoudil a varoval Severní Vietnam před nevyvolanými útoky, druhý falešný střet měl za následek schválení Rezoluce o Tonkinském zálivu, která se stala právním podkladem pro zapojení USA do nevyhlášené války proti Severnímu Vietnamu (Vietnamské demokratické republice) a zároveň dala americkému prezidentovi plnou moc asistovat kdekoliv v Jihovýchodní Asii v boji proti „komunistické agresi“.

## Pozadí
Ačkoliv se Spojené státy v roce 1954 zúčastnily Ženevské konference, která měla ukončit válečný stav mezi Francií a Vietnamem na konci války v Indočíně, odmítly nakonec podepsat smlouvu vzešlou z této konference. Ta mimo jiné určovala dočasnou linii zastavení palby, která měla oddělit znepřátelené armády, a nařizovala také volby, které měly rozhodnout o politické budoucnosti Vietnamu do dvou let. Také zakazovala jakékoliv politické zasahování jiných zemí, vytváření nových vlád bez řádných voleb a přítomnost zahraničních vojsk.
Od roku 1961 čelil jihovietnamský prezident Ngô Đình Diệm rostoucí nespokojnosti některých částí populace, včetně některých buddhistů, kteří se stavěli na odpor proti jeho katolické vládě. Po potlačení špiček hnutí Viet Minh, které bojovalo za slíbené volby v letech 1955 a 1959, čelil Diem rostoucímu povstání vedenému komunisty, které se vystupňovalo v roce 1961. V jeho čele stála Národní fronta osvobození Jižního Vietnamu (Vietkong). Spojené státy začaly poskytovat přímou podporu jihovietnamské vládě ve formě finanční a vojenské pomoci, ale také vysíláním vojenských poradců, jejichž počet stoupl z 600 v roce 1961 na 16 000 na konci vlády prezidenta Kennedyho v roce 1963.
Incident v Tonkinském zálivu se odehrál necelý rok po jmenování Johnsona do úřadu prezidenta Spojených států. Jako viceprezident J. F. Kennedyho byl do úřadu jmenován ihned po jeho zavraždění 22. listopadu 1963 a v roce 1964 se ucházel o znovuzvolení. Prezident Kennedy původně zastával politiku posílání podpory a vojenských poradců do Vietnamu. Později své uvažování začal měnit, protože si povšiml neschopnosti a neochoty vlády v Saigonu provést potřebné reformy, což nakonec vedlo k převratu, který v tichosti podporovala CIA, a zavraždění diktátora Diema 2. listopadu 1963. Krátce před svým zavražděním zahájil Kennedy omezenou mobilizaci amerických sil. Johnsonův pohled byl podobný, ale na rozdíl od Kennedyho podporoval eskalaci konfliktu ve Vietnamu jako prostředek jak čelit, jak věřil, expanzivní politice Sovětského svazu. Podporoval politiku rozdělení oblasti do dvou bloků (tak jako jinde ve Studené válce), aby bylo zabráněno vítězství komunismu v celé Jihovýchodní Asii podle teorie „dominového efektu“. Po zavraždění Kennedyho nařídil prezident Johnson vyslání dalších jednotek na podporu vlády v Saigonu a zahájil tak dlouhodobou přítomnost amerických sil v Jihovýchodní Asii.

Mapa Tonkinského incidentu podle námořnictva USA

V roce 1961 začal přísně utajovaný program tajných akcí proti Severnímu Vietnamu, známý pod označením Operační plán 34-Alfa pod vedením CIA. V roce 1964 přešel program pod Ministerstvo obrany USA. Pro účely námořních operací byly tajně zakoupeny rychlé hlídkové lodě třídy Tjeld z Norska a ty byly poslány do Jižního Vietnamu. Posádky těchto lodí sice tvořili jihovietnamští námořníci, ale souhlas k akcím dával přímo americký admirál U.S. Grant Sharp, Jr., který zase dostával rozkazy z Bílého domu. Poté, co započaly s útoky na severovietnamské pobřeží, Hanoj vznesla stížnost k Mezinárodní komisi pro dohled a kontrolu ve Vietnamu, která byla ustanovena v roce 1954, aby dohlížela na plnění podmínek určených Ženevskou konferencí. Spojené státy odmítly jakoukoliv zodpovědnost. O čtyři roky později ministr obrany Robert S. McNamara přiznal, že americké lodě spolupracovaly na jihovietnamských útocích proti Severnímu Vietnamu.
Tehdejší američtí politici a později i historici však nebrali do úvahy i další akce v rámci Operačního plánu 34-Alfa, které Tonkinskému incidentu přímo předcházely. Noc před útokem na severovietnamské zařízení na ostrovech Hon Me a Hon Ngu, byli do Severního Vietnamu vysláni tajní agenti, kteří však byli odhaleni. Další noc zaútočily dva laoské stíhací bombardéry (na popud CIA a pilotované thajskými žoldnéři) na pohraniční základny severovietnamské armády. Hanojská vláda se proto pravděpodobně domnívala, že šlo o vzájemně koordinované akce, které měly vystupňovat vojenský tlak proti Severnímu Vietnamu.

## Incident
Daniel Ellsberg, který měl službu v Pentagonu v noci 4. srpna, dostal z lodi zprávy o tom, že loď je na tajné špionážní misi s krycím názvem DESOTO blízko severovietnamských teritoriálních vod. Tuto misi začal USS Maddox (DD-731) 31. července 1964 a operaci velel ze své vlajkové lodi USS Bon Homme Richard (CV-31) admirál George Stephen Morrison. Maddox měl příkazy nepřibližovat se k severovietnamskému pobřeží na vzdálenost menší než 8 mil (13 km) a od pobřeží ostrova Hon Nieu se měl držet ve vzdálenosti minimálně 4 míle (6 km).

### První útok

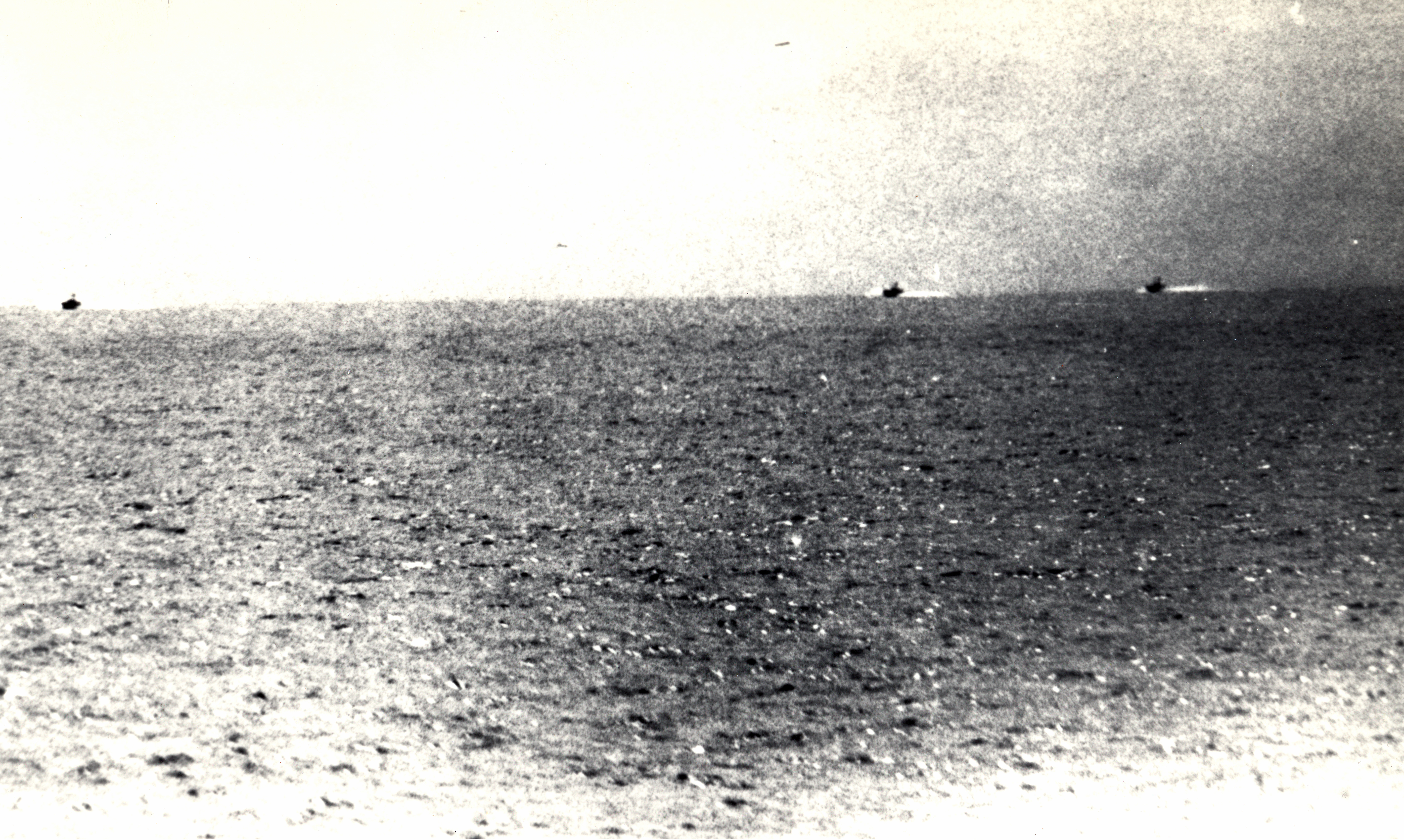
Fotografie z USS Maddox ze 2. srpna 1964 zachycuje tři severovietnamské torpédové čluny pod palbou.

2. srpna Maddox hlásil, že byl napaden třemi severovietnamskými torpédovými čluny třídy P-4 ve vzdálenosti 28 mil (45 km) od pobřeží v mezinárodních vodách. Maddox hlásil, že se musel vyhnout útoku torpéda a zahájit palbu svými 127milimetrovými kanóny, aby zatlačil hlídkující čluny na ústup. Americké námořnictvo reagovalo leteckým útokem čtyř letounů F-8 Crusader z letadlové lodi USS Ticonderoga (CV-14) na ustupující čluny, přičemž hlásilo, že jeden severovietnamský člun potopilo a druhý těžce poškodilo. Maddox utrpěl jen velmi malé poškození zásahem 14,5 mm projektilu a vrátil se do jihovietnamských vod, kde se připojil k torpédoborci USS Turner Joy (DD-951). Severovietnamci zase hlásili, že zasáhli Maddox jedním torpédem a jedno americké letadlo sestřelili.
Tento popis události je však v rozporu s odtajněnou interní studií NSA, kde se na straně 17 píše:

V 15:00 přikázal kapitán Herrick (velitel Maddoxu) zahájit varovnou palbu, pokud se severovietnamská plavidla přiblíží na deset tisíc yardů. V 15:05 Maddox vypálil tři salvy na výstrahu komunistickým člunům. Tato úvodní akce nebyla nikdy zmíněná Johnsonovou administrativou, která trvala na tom, že vietnamské lodě střílely jako první.

I před těmito odhaleními však existovaly názory, že akce Maddoxu musely být pro Severní Vietnam provokací, protože se kryly s tajnými jihovietnamskými přepady. Hlídkové lodě akce DESOTO měly totiž příkaz shromažďovat informace právě o těch radarech a elektronických zařízeních na pobřeží Severního Vietnamu, na které byla zaměřena činnost operace 34-Alfa. Proto bylo pro armádu Severního Vietnamu logickým závěrem, že tyto dvě akce spolu souvisí. Tím, že se Maddox přiblížil až na 4 míle od ostrova Hon Me, narušil zónu 12 mil, kterou jednostranně vyhlásil Severní Vietnam. Spojené státy tento limit neuznávaly.
Jiní zase, jako například admirál Sharp, trvali na tom, že americké akce nevyprovokovaly incident z 2. srpna. Sharp tvrdil, že severovietnamský radar sledoval Maddox podél pobřeží, a proto věděl, že Maddox ve skutečnosti nenapadal Severní Vietnam, a že Hanoj (a nebo místní velitel) nařídila svým lodím zaútočit na něho. Severovietnamský generál Phùng Thế Tài později prohlašoval, že Maddox byl sledován již od 31. července, napadal rybářské čluny 2. srpna a tím nutil námořnictvo Severního Vietnamu k akci.
Sharp také poznamenal, že rozkazy dané Maddoxu, aby se držel nejméně 8 mil od pobřeží Severního Vietnamu, znamenaly, že loď se neustále nacházela v mezinárodních vodách. Navíc v dějinách se už uskutečnilo mnoho podobných akcí a žádná z nich nevyvolala podobný incident.

### Údajný druhý útok
4. srpna byla do oblasti vyslána další hlídka operace DESOTO, která se skládala z torpédoborců Maddox a Turner Joy, s rozkazy „dát o sobě vědět“ po prvním incidentu. Tentokrát se lodě měly držet minimálně 11 mil (18 km) od pobřeží Severního Vietnamu. Během noci a časného rána, kdy nastala bouřka a silné vlnobití, torpédoborce údajně obdržely radarové, sonarové a radiové signály, o kterých si myslely, že představují další útok námořnictva Severního Vietnamu. Asi dvě hodiny lodě střílely na objekty, které viděly na radaru a prudce manévrovaly před údajnými nepřáteli. Navzdory tvrzením, že potopily dva nepřátelské torpédové čluny, se na moři nenašla žádná stopa po vracích nebo těla vietnamských námořníků ani žádný jiný fyzický důkaz o domnělém boji.
V 01:27 washingtonského času telegrafoval Herrick do Washingtonu, že útok se možná vůbec nestal, a že v oblasti nemusela být žádná vietnamská plavidla:

„Po přehodnocení akce se ukazuje, že mnoho hlášených kontaktů a vystřelených torpéd bylo pochybných. Účinky mimořádného počasí na radar a přehnané reakce obsluhy sonarů mohly způsobit mnoho takových hlášení. Maddox neměl žádný vizuální kontakt. Navrhuji celkové vyhodnocení situace před jakýmikoliv dalšími opatřeními.“

O hodinu později zaslal Herrick další telegram:

„Celá akce zanechává mnoho pochybností, kromě zřejmé léčky na počátku. Navrhuji důkladný průzkum za denního světla letadlem.“

Jako reakci na požadavek o potvrzení kolem 16:00 washingtonského času Herrick sdělil, že celá situace dává značně zmatený obraz. Nakonec v 18:00 (5:00 v zálivu) telegrafoval znovu a v tuto dobu hlásil:

"První člun v blízkosti Maddoxu pravděpodobně vypálil torpédo na Maddox, které jsme slyšeli, ale neviděli. Všechny další zprávy Maddoxu o torpédech jsou pochybné, protože existuje podezření, že muž u sonaru slyšel hluk lodního šroubu vlastního plavidla."

Během třiceti minut prezident Johnson rozhodl o odvetných útocích. Téhož dne použil i „horkou linku“ do Moskvy, aby ujistil Sovětský svaz, že nemá v úmyslu vyvolat velký válečný konflikt ve Vietnamu. Časně 5. srpna Johnson veřejně vyhlásil odvetná opatření. „Odhodlání všech Američanů splnit náš plný závazek vůči lidu a vládě Jižního Vietnamu bude umocněno touto urážkou.“ Jednu hodinu a čtyřicet minut po tomto projevu americká letadla dosáhla severovietnamských cílů. Dne 5. srpna v 10:40 tato letadla letící z amerických letadlových lodí bombardovala základny torpédových člunů a zásobníky ropných produktů ve městě Vinh.

## Reakce Spojených států

### Projev prezidenta Johnsona k americkému lidu
4. srpna v 23:34 vystoupil prezident Johnson v rozhlasu živě v projevu, ve kterém popisoval útok severovietnamských plavidel na americké lodě Maddox a Turner Joy, přičemž se dožadoval možnosti mít právo nařídit vojenskou odplatu. Po prvním útoku (2. srpna 1964) na Maddox měl být podle něho vyvolán Severním Vietnamem další útok (4. srpna). Následně měl on jako prezident nařídit protiútok torpédoborcům a podpůrnému letounu. Američané měli napadnout Severovietnamce jako odplatu, přičemž měli podle Johnsona potopit dva vietnamské čluny. Johnsonův projev vykresloval událost, která „ukazovala Hanoj, resp. Ho Či Mina jako agresora a která stavěla USA do akceptovatelné role bránící se strany“. Johnson také uvedl, že k útokům došlo „na otevřeném moři“, čímž naznačoval že k němu došlo v mezinárodních vodách.
Johnson zdůraznil závazek mezi americkým lidem a jihovietnamskou vládou. Američanům též připomenul, že Spojené státy nechtěly jít do války. „Při bližším prozkoumání Johnsonových veřejných prohlášení… není vidět žádnou zmínku o přípravě na otevřenou válku a žádný náznak tajných pozemních a leteckých akcí, které už v té době probíhaly.“ Johnsonova vyjádření se omezovala na „minimalizování úlohy Spojených států v konfliktu; jasný rozpor mezi Johnsonovými skutky a jeho veřejným vystupováním.“

### Reakce Kongresu
Zatímco se připravovala konečná podoba rezoluce prezidenta Johnsona, senátor Wayne Morse se pokoušel vést kampaň, jejíž úlohou bylo upozorňovat na možné omyly v hlášeních, které zatáhly Maddox do incidentu. Morse prý měl anonymní telefonát, který ho žádal o přešetření oficiálních hlášení Maddoxu. Tato hlášení však nebyla k dispozici před tím, než byla Kongresu předložena Johnsonova rezoluce. Morse upozornil Kongres, že by měl být ostražitý k budoucím pokusům prezidenta přesvědčit Kongres, aby schválil jeho rezoluci. Nezískal však dostatečnou podporu od svých kolegů. Ihned po přečtení rezoluce začal proti ní senátor Morse v Kongresu bojovat. Tvrdil, že akce Spojených států byly protiústavní a byly „spíš skutky války, než skutky obrany“. Morseovy snahy se však nestřetly s pochopením, hlavně proto, že neudával žádné zdroje a pracoval s omezenými informacemi.

## Překroucení události v USA
I když Johnson přednesl Američanům projev, ve kterém obviňoval komunisty ze dvou útoků, stále se hledaly důkazy o tom, že se druhý útok vůbec odehrál. Zprávy z toho dne naznačují, že ani Johnson ani ministr obrany McNamara si nebyli druhým incidentem jistí.
Různé mediální zdroje, včetně periodik Time, Life a Newsweek uveřejňovaly v srpnu různé články o incidentu. Time například napsal: „Skrz temnotu, ze západu a jihu… vetřelci opovážlivě vpadli… nejméně šest z nich… začali střílet na torpédoborce automatickými zbraněmi, tentokrát ze vzdálenosti 2000 yardů.“ Time dále napsal, že „není pochyb o názoru admirála Sharpa, že Spojené státy budou muset na útok odpovědět,“ a že v prezidentově administrativě nebyl žádný spor anebo pochybnosti týkající se incidentu.
Tyto incidenty měly posloužit jako záminka na zatažení USA do války, měly popudit veřejnost proti Severnímu Vietnamu, stejně tak i americké politiky, kteří měli volat po vystupňování války. V květnu 1964 člen CIA a poradce prezidenta pro zahraniční politiku William Bundy přesvědčoval Spojené státy, že mají „vyhnat komunisty z Jižního Vietnamu“, i kdyby to znamenalo útok nejen proti Severnímu Vietnamu, ale i proti Číně. Naproti tomu se Johnsonova administrativa v druhé polovině roku zaměřovala na přesvědčování americké veřejnosti, že válka mezi USA a Severním Vietnamem nehrozí.
Severovietnamský generál Vo Nguyen Giap prohlásil, že hlídky DESOTO byly poslány do zálivu, aby vyprovokovaly Severní Vietnam k zámince k vystupňování války. Podobný názor mělo více vládních úředníků. Američtí politici a stratégové plánovali provokační akce proti Severnímu Vietnamu už delší dobu. Po válce řekl americký diplomat George Ball britskému novináři, že „v té době mnoho lidí hledalo záminku na zahájení bombardování.“

## Následky
Americký ministr obrany Robert McNamara neinformoval prezidenta o pozdějších hlášeních kapitána Herricka, ve kterých pochyboval o druhém útoku. Herrick hlásil hlavnímu veliteli v tichomoří do Honolulu, že kvůli „mimořádnému počasí“, které zachytával jejich radar, jsou pochybnosti o druhém útoku. V 1:27 washingtonského času Harrick poslal zprávu, že ve skutečnosti neměli vizuální kontakt se žádnými severovietnamskými čluny. Doporučoval „celkové vyhodnocení situace před jakýmikoliv dalšími opatřeními.“
McNamara později vypověděl, že si zprávu přečetl až odpoledne po návratu do Pentagonu. Ale nezavolal okamžitě Johnsonovi, aby mu sdělil, že důvody rozhodnutí o odvetných leteckých úderech na Severní Vietnam, které učinil během oběda na McNamarovo doporučení, jsou nyní velmi pochybné. Pokud by McNamara informoval prezidenta o těchto zprávách, Johnson by si možná vyžádal plné informace před rozšířením válečného konfliktu. Johnson čtyřikrát odmítl doporučení McNamary a dalších poradců bombardovat Severní Vietnam, od té doby co se stal prezidentem.
Lyndon B. Johnson, který byl prezidentem po vraždě Kennedyho do úřadu prezidenta jmenován a v tom roce se ucházel o znovuzvolení (volby proběhly na podzim 1964), nařídil odvetné letecké útoky. Přestože Maddox byl zapleten do špionáže, která měla podporovat jihovietnamské útoky na ostrovy Hon Me a Hon Ngu, Johnson ve své výpovědi před Kongresem odmítl, že by Spojené státy podporovaly jihovietnamské operace v zálivu. Incidenty označil za „nevyprovokované“ útoky, při kterých se Maddox nacházel v mezinárodních vodách. Na základě této výpovědi schválil 7. srpna Kongres rezoluci o Tonkinském zálivu s názvem Rezoluce Jihovýchodní Asie, která oprávnila Johnsona vykonávat vojenské operace v jihovýchodní Asii bez potřeby vyhlásit válku. Dala mu právo „uskutečnit všechny potřebné kroky, včetně použití ozbrojených sil k asistenci kterémukoliv členovi paktu Southeast Asia Collective Defense Treaty, který požaduje pomoc při obraně jeho svobody.“ Tato rezoluce sloužila Spojeným státům jako legalizace vystupňování americké účasti ve válce ve Vietnamu.
5. srpna následovala operace Pierce Arrow, během které Spojené státy letecky zaútočily na severovietnamské vojenské přístavy a petrochemickou továrnu ve městě Vinh.

## Pozdější vyjádření o incidentu
V roce 1965 prezident Johnson soukromě prohlásil: „Pokud vím, tak naše námořnictvo střílelo na velryby.“
V 1981 kapitán Herrick a novinář Robert Scheer znovu prozkoumali Herrickův lodní deník a zjistili, že zpráva o prvním torpédu z 4. srpna, ve které Herrick mluví o „zřejmém napadení“ nebyla nalezena.
Velitel letky James Stockdale byl jedním z amerických pilotů, kteří létali nad oblastí během druhého smyšleného útoku. Stockdale napsal v roce 1984 ve své knize Láska a válka toto: „Měl jsem to nejlepší místo, z kterého jsem mohl sledovat tu událost. Naše torpédoborce střílely na přízraky – nebyly tam žádné PT čluny… Nebylo tam nic, jen černá voda a americká palba.“ Stockdale na jednom místě vzpomíná, jak viděl Turner Joy, že míří děly na Maddox. Stockdale řekl, že dostal rozkaz od nadřízených o tom pomlčet. Poté, co byl ve Vietnamu zajat, se tyto informace staly pro něho těžkým břemenem. Později řekl, že se obával, že jeho věznitelé se pokusí z něho silou dostat, co ví o druhém incidentu.
V roce 1995 se setkal bývalý vietnamský ministr obrany Vo Nguyen Giap s bývalým ministrem obrany Spojených států Robertem McNamarou, přičemž popřel, že vietnamské čluny napadly americké torpédoborce 4. srpna a potvrdil útok z 2. srpna.
Daniel Ellsberg, který shodou okolností nastoupil do americké administrativy právě 4. srpna 1964, řekl na přednášce z 25. října 2002, že Johnson i McNamara bez pochyb věděli, že se žádný útok toho dne neodehrál a Johnson ve svém projevu vědomě lhal.